# Еміль Керн
Еміль Керн (нім. Emil Kern; 4 квітня 1882, Відень — 21 лютого 1945, Відень) — австрійський і німецький офіцер інженерних військ, генерал-лейтенант вермахту. Кавалер Німецького хреста в сріблі.

## Біографія
В 1903 році поступив на службу в австро-угорську армію. Учасник Першої світової війни, за бойові заслуги відзначений численними нагородами. Після війни продовжив службу в австрійській армії, після аншлюсу автоматично перейшов у вермахт.
З 26 серпня 1939 року — керівник інженерних частин 36-го вищого командування. 25 жовтня 1939 року відправлений у резерв. З 1 березня 1940 року — вищий офіцер інженерних частин в Штабі  Веховного командування «Схід» (згодом — Верховне військове командування генерал-губернаторства). З 25 жовтня 1940 року — керівник інженерних частин 4-го армійського корпусу. 1 червня 1942 року відправлений у резерв, 31 жовтня звільнений з дійсної служби. 31 серпня 1943 року вийшов на пенсію. Загинув під час бомбардування Відня.

## Звання
- Лейтенант (1 вересня 1903)
- Обер-лейтенант (1 травня 1909)
- Гауптман (7 травня 1914)
- Майор (1 січня 1920)
- Оберст-лейтенант (25 жовтня 1928)
- Оберст (17 серпня 1932)
- Генерал-майор (25 грудня 1935)
- Генерал-лейтенант (1 жовтня 1941)

## Нагороди
- Ювілейний хрест (2 грудня 1908)

### Перша світова війна
- Медаль «За військові заслуги» (Австро-Угорщина)
  - Бронзова (25 липня 1915)
  - Срібна (27 жовтня 1918)
- Хрест «За військові заслуги» (Австро-Угорщина) 3-го класу з військовою відзнакою (15 квітня 1916)
- Орден Залізної Корони 3-го класу з військовою відзнакою (21 вересня 1917)
- Військовий Хрест Карла
- Залізний хрест 2-го класу (19 лютого 1918)

### Міжвоєнний період
- Пам'ятна військова медаль (Угорщина)
- Пам'ятна військова медаль (Австрія) з мечами
- Срібний почесний знак «За заслуги перед Австрійською республікою» (17 березня 1930)
- Хрест «За вислугу років» (Австрія) 2-го класу для офіцерів (8 жовтня 1934)

### Друга світова війна
- Застібка до Залізного хреста 2-го класу
- Хрест Воєнних заслуг 2-го і 1-го класу з мечами
- Німецький хрест в сріблі (30 травня 1942)